# Esteḩkām-e Jonūbī
Esteḩkām-e Jonūbī (persiska: استحکام جنوبی, Esteḩkām, Estekān, Estīkān) är en ort i Iran.   Den ligger i provinsen Kerman, i den östra delen av landet, 800 km sydost om huvudstaden Teheran. Esteḩkām-e Jonūbī ligger 327 meter över havet och antalet invånare är 338.
Terrängen runt Esteḩkām-e Jonūbī är platt. Runt Esteḩkām-e Jonūbī är det glesbefolkat, med 13 invånare per kvadratkilometer. Närmaste större samhälle är Shahdād, 12,4 km väster om Esteḩkām-e Jonūbī. Trakten runt Esteḩkām-e Jonūbī är ofruktbar med lite eller ingen växtlighet.